# Мартини, Грегор
Грегор Мартини, немецкий вариант — Грегор Мартин, латинский вариант — Грегориус Мартини (в.-луж. Hrjehor Martini, нем. Gregor Martin, лат. Gregorius Martini, около 1575 года, деревня Дажин около Лёбау, Лужица, Саксония — 1632 года, деревня Поршицы около Баутцена, Саксония) — лютеранский священнослужитель, лужицкий писатель. Писал на верхнелужицком языке.

## Биография
Родился около 1575 года в нижнелужицкой деревне Дажин в окрестностях города Лёбау. С 1600 по 1605 года — настоятель лютеранского прихода в Хохкирхе. С 1605 по 1618 года служил диаконом в нижнелужицкой деревне Стара Дарбня, с 1618 по 1623 года — настоятель в деревне Малешецы и с 1623 года до своей кончины — настоятель в деревне Поршицы.
В 1627 году издал книгу «Die Sieben Bußpsalmen des königlichen Propheten Davids. Windisch und Deutsch» (Семь покаянных псалмов царя-пророка Давида) на любийском диалекте верхнелужицкого языка, которая относится к корпусу Лужицких языковых памятников (сегодня книга известна под названием «Martinijowe pokutne psalmy»).